# ラントワッサシュレッパー
ラントワッサシュレッパー(Landwasserschlepper,LWS)とはドイツ軍が第二次世界大戦において運用した非装甲水陸両用トラクターである。

## 起源・開発
陸軍兵器局の要請によりドイツ陸軍の工兵車両として若干の陸上運用能力を持った軽量タグボートの開発が1935年に開始された。
渡河および架橋を行う予定であり、開発はデュッセルドルフにてラインメタルとボルジッヒが行った。車体は装軌化ボートの後部にプロペラと舵をそれぞれ2枚ずつ取り付けたスタイルはmotor launch(イギリス海軍の水陸ボート)とよく似ている。地上においては転輪として片側に2軸ボギーを4つ配し、鉄製履帯を用いる。
1940年の秋、3両の試作車両が完成しアシカ作戦のために戦車大隊へと割り当てられた。これを対岸へ侵攻する非動力の艀、および車両を曳航するために用いられる予定であった。また艀が陸に上がってしまう6時間の引き潮の間は対岸に直接物資を輸送する補給物資輸送船としても用いるつもりであった。LWSの後にKässbohrer水陸両用トレーラー(10トンから20トンの輸送能力を持つ)を牽引する任務も含まれる。
この車両は1940年8月2日にジルト島にてラインハルト試験スタッフによってフランツ・ハルダー将軍に対してデモンストレーションされ、彼は高い車高により陸上で目立つシルエットを批判したが、全体的な有効性には理解を示した。侵攻する艀1つに対し1~2台のLWSで牽引することが望ましく、十分な数を生産することを提案したが、量産性の低さがこの計画が実行するのを妨げた。
開発の遅延によってLWSは少数生産されたものが北アフリカやソ連で有用性を示したにもかかわらず1942年まで制式採用されなかった。
1944年には完全な新規設計が取り入れられた装甲型のLWS IIが登場した。この車両はパンツァーフェリー(Panzerfahre)とも呼ばれ、IV号戦車のシャーシをベースにしており小型化された乗員用キャビンと折りたたまれた4本もしくは2本の給排気煙突を備えた平坦なリアデッキが特徴である。
LWSは第二次世界大戦の終戦まで運用された。